# Pomník Svatopluka Čecha v Litni
Pomník Svatopluka Čecha v Litni je instalován od 5. 6. 1938 v Litni v okrese Beroun, v Sadech Svatopluka Čecha (ulici Pode Zděmi) na pozemku p.č. 8 o výměře 2101 m³ jižně od kostela sv. Petra a Pavla blízko místa, kde stála památná lípa z Čechovy básnické sbírky Ve stínu lípy. 

## Historie pomníku
Básník a spisovatel Svatopluk Čech v Litni strávil část dětství v letech 1853-1856, kdy jeho otec František Jaroslav Čech (1817 Peruc - 1877 Slupka, Bukovina). hospodářský správce a český vlastenec byl ředitelem panství Josefa Františka Doubka v Litni  Do dětství se vrátil v básnické sbírce Ve stínu lípy  vydané poprvé roku 1879 v časopise Květy. Staletá lípa stála poblíž jižní kaple novorománského kostela svatého Petra a Pavla a fary a v básni Ve stínu lípy se u ní schází osm sousedů a vypráví své životní příběhy.  Básnická sbírka Ve stínu lípy byla již za autorova života velice populární pro svůj vlastenecký a idylický obsah. Na počest básníka, jeho vlastenectví a faktu, že Liteň spojil s jedním ze svých nejpopulárnějších děl, počala být lípa symbolicky nazývána lípou Svatopluka Čecha. O úctě liteňských obyvatel k Čechovi svědčí, že Liteňský farář P. Josef Kreisinger ve své knize Liteň a přifařené obce k ním vydané v roce 1896 (tedy za Čechova života) uvádí v seznamu správců a direktorů liteňského panství Roku 1852 - 1855 Frant. Čech, otec našeho předního básníka,  a v roce 1896 bylo Čechovi uděleno čestné občanství Litně. 29. 6. 1925 byla Čechovi odhalena pamětní deska na správcovském domě Čechovna u zámku,  avšak tato připomínka byla považována za nedostatečnou. Po poškození kořenů v roce 1914 počala lípa odumírat a ve 20. letech zůstalo jen torzo kmene. V té době vznikl záměr připomenout vztah Svatopluka Čecha k Litni důstojným pomníkem a úpravou prostranství u lípy na Sady Svatopluka Čecha.  Záměru se ujala Jednota Svatopluka Čecha v Praze, která zároveň usilovala o Čechův pomník v dalším místě jeho pobytu v obci Vraný u Slaného. Záměr významně podporoval Čechův životopisec Ferdinand Strejček,  jeho sestra Zdeňka a řada významných umělců a vědců. V Litni vzniklo se stejným záměrem Sdružení pro úpravu sadů Svatopluka Čecha v Litni, jehož předsedou byl MUDr. Josef Honzík, jednatelem Jan Samek a pokladníkem Boh. Vildman.  Obě korporace se pravidelně obracely na veřejnost s žádostí o příspěvek na pomník. O celospolečenském významu záměru svědčí zájem významných československých deníků jako Národní listy a Národní politika  a články v regionálním tisku. Výzvy k finanční podpoře a informace o přípravě pomníku akcentovaly Čechovy zásluhy o národní samostatnost. Iniciátoři se po dobu deseti let potýkali s nedostatkem prostředků na vytvoření pomníku v životní velikosti nebo nadživotní velikosti.  Ještě počátkem roku 1938, kdy bylo připomínáno 30. výročí básníkovy smrti, se stále nedostávaly potřebné prostředky  a teprve v květnu 1938 mohli organizátoři pozvat veřejnost na 5. 6. 1938 na slavnostní odhalení pomníku.

## Pomník Svatopluka Čecha a jeho umístění
Socha v nadživotní velikosti znázorňuje sedícího Svatopluka Čecha. V levé ruce volně položené v úrovni pasu drží otevřenou knihu hřbetem od těla. V pravé ruce položené na stole drží tužku. Socha byla realizována podle návrhu J. Macha.
Socha z hořického pískovce stojí na kamenném podstavci obdélníkového tvaru. Na podstavci je socha signována J.H.Mach. Ve spodní části pískovce po levé straně postavy básníka je vytesán nápis: J.H.ACH ST. PRŮM. ŠKOLA V HOŘICÍCH PROVEDLA V KAMENI (signatura autora uvádí název Střední průmyslové školy kamenické a sochařská v Hořicích užívaný v letech 1919 - 1936) 
Pomník stojí na navýšeném trávníku parku v Sadech Svatopluka Čecha (v době básníkova pobytu nesly název Svatopetrské náměstí) mezi kostelem (na severu) a farou (na jihu). V terénu je umístěna jednoduchá podesta a stylizované skalisko, na kterém se sedící postava píšícího básníka dívá ve směru na západ. Význam sochy je spíše kulturně-historický než umělecký. V celkovém pohledu je zřejmý téměř rustikální charakter sochy. Jsou sice zřejmé kvalitně propracované detaily sochy, ale celkové zpracování je neproporční (naddimenzovaná hlava spisovatele). Ze směru od fary je upravena prašná cesta v ose bočního vchodu kostela, ke které z úrovně silnice vede schodiště se 4 stupni. Po obvodu parčíku jsou vysázeny lípy. Ve středu parčíku je upravena cesta rozšířena do čtvercového prostranství s lavičkami. Pomník Svatopluka Čecha je jedním ze zastavení Naučné stezky Liteň, jejíž tři informační panely u pomníku prezentují návštěvníkům Čechovu osobnost a zámek, kde Svatopluk Čech prožil své dětství.   Od 5. 6. 2004 je v budově bývalé fary naproti pomníku umístěno Muzeum Svatopluka Čecha a Jarmily Novotné.  Pomník je zapsán v Ústředním seznamu kulturních památek České republiky pod číslem ÚSKP 27133/2-346.

## Galerie

### Pomník Svatopluka Čecha v Litni

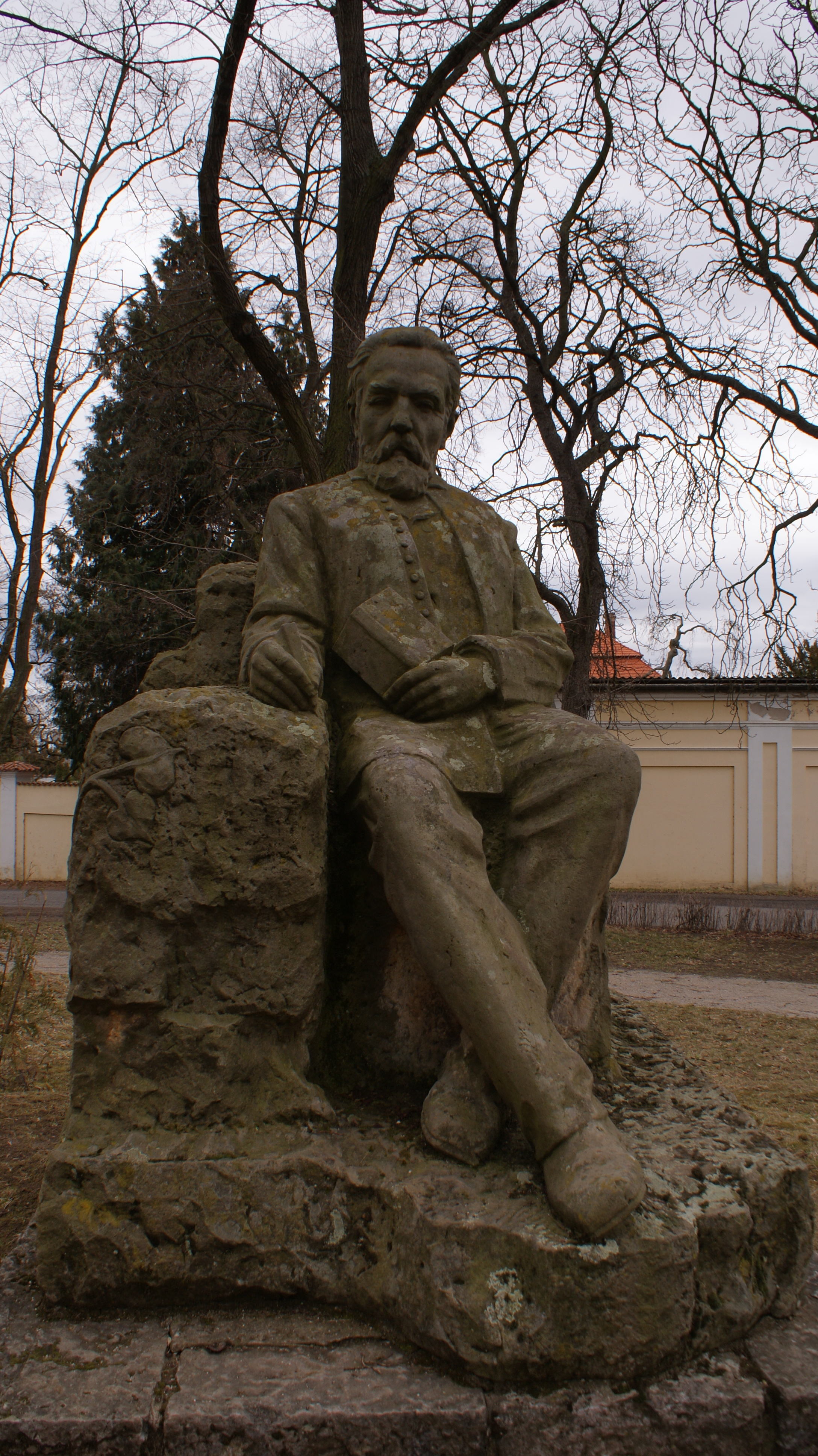
Pomník zepředu
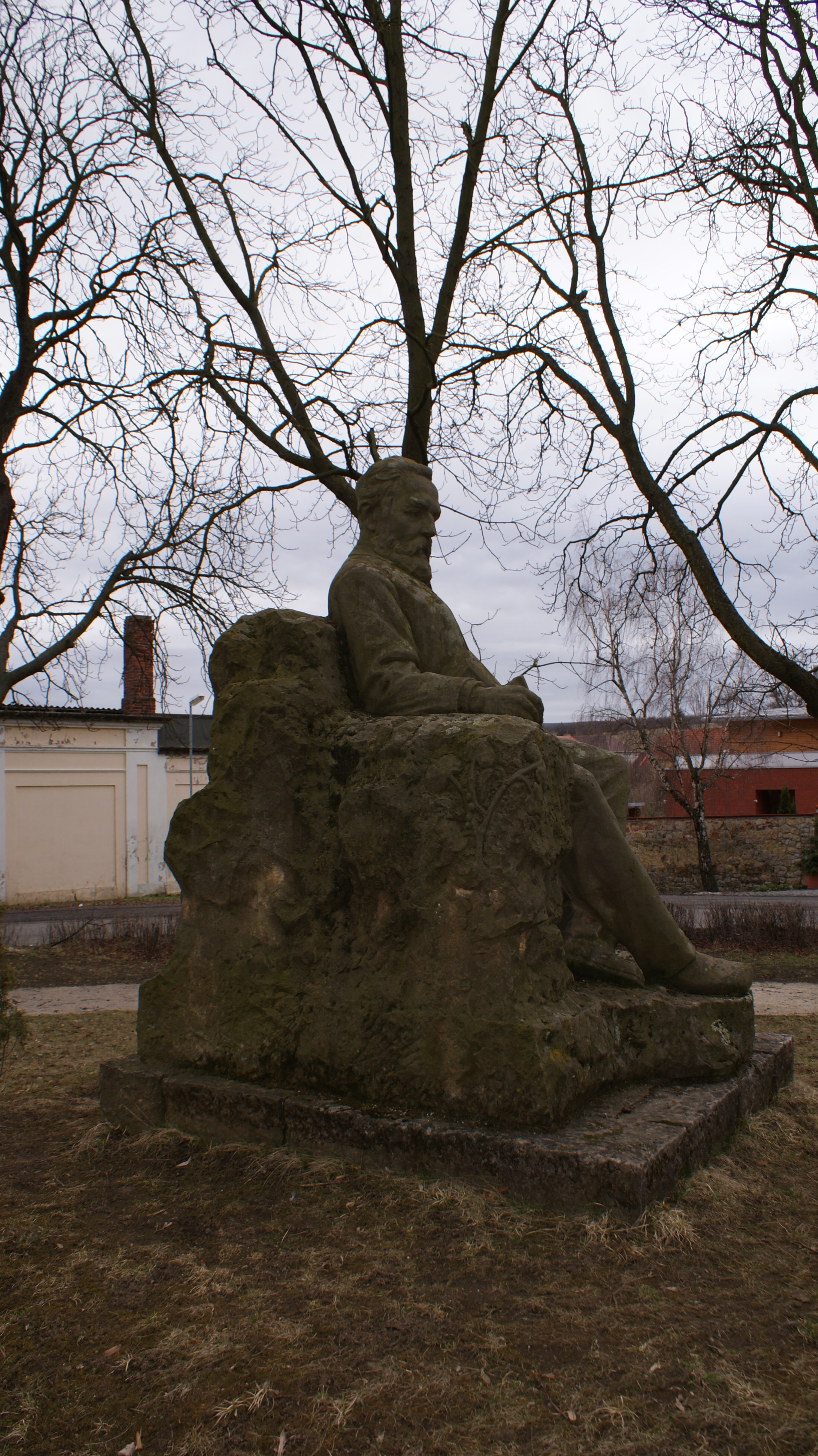
Pomník šikmo zepředu
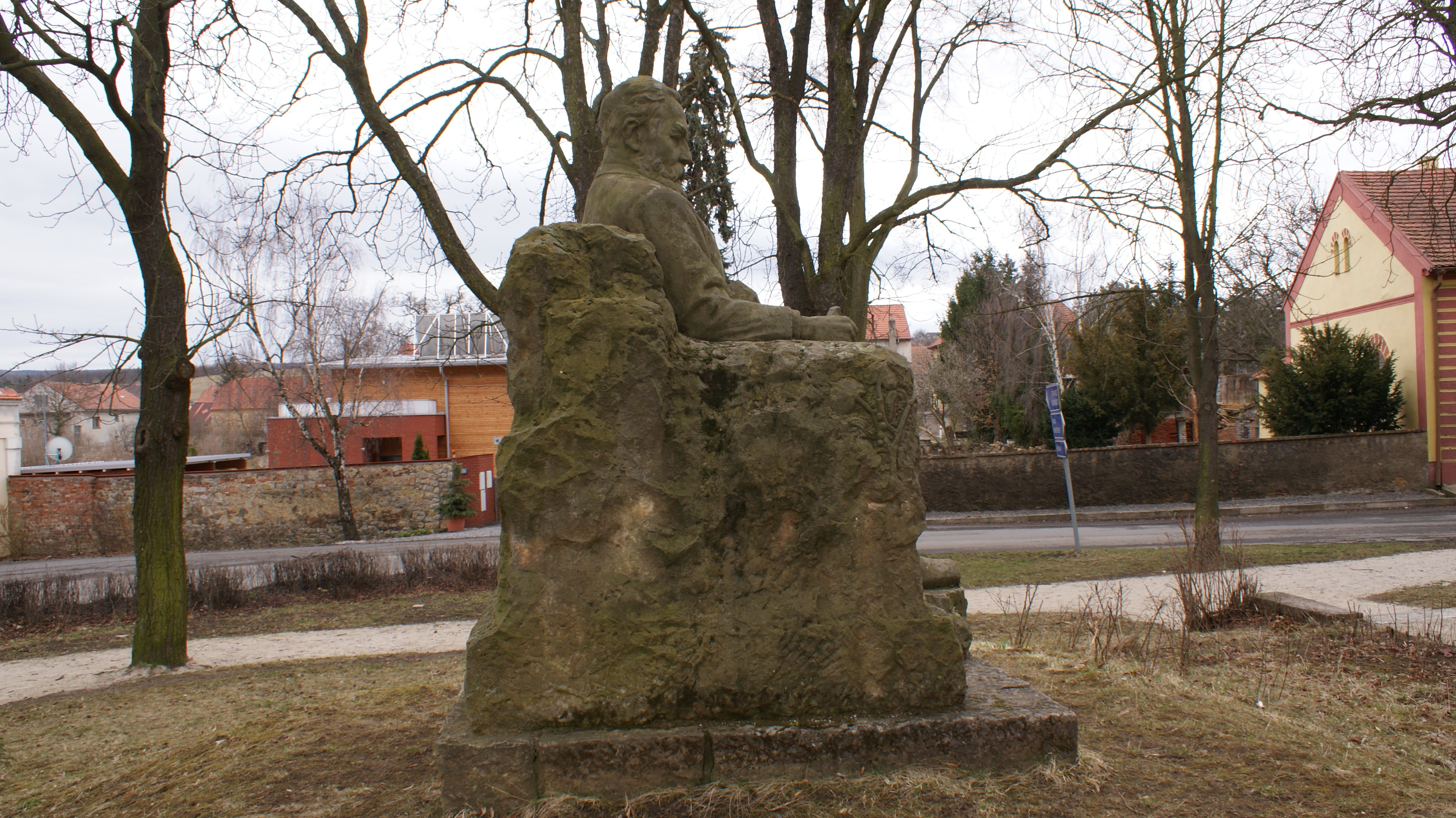
Pomník z pravého boku
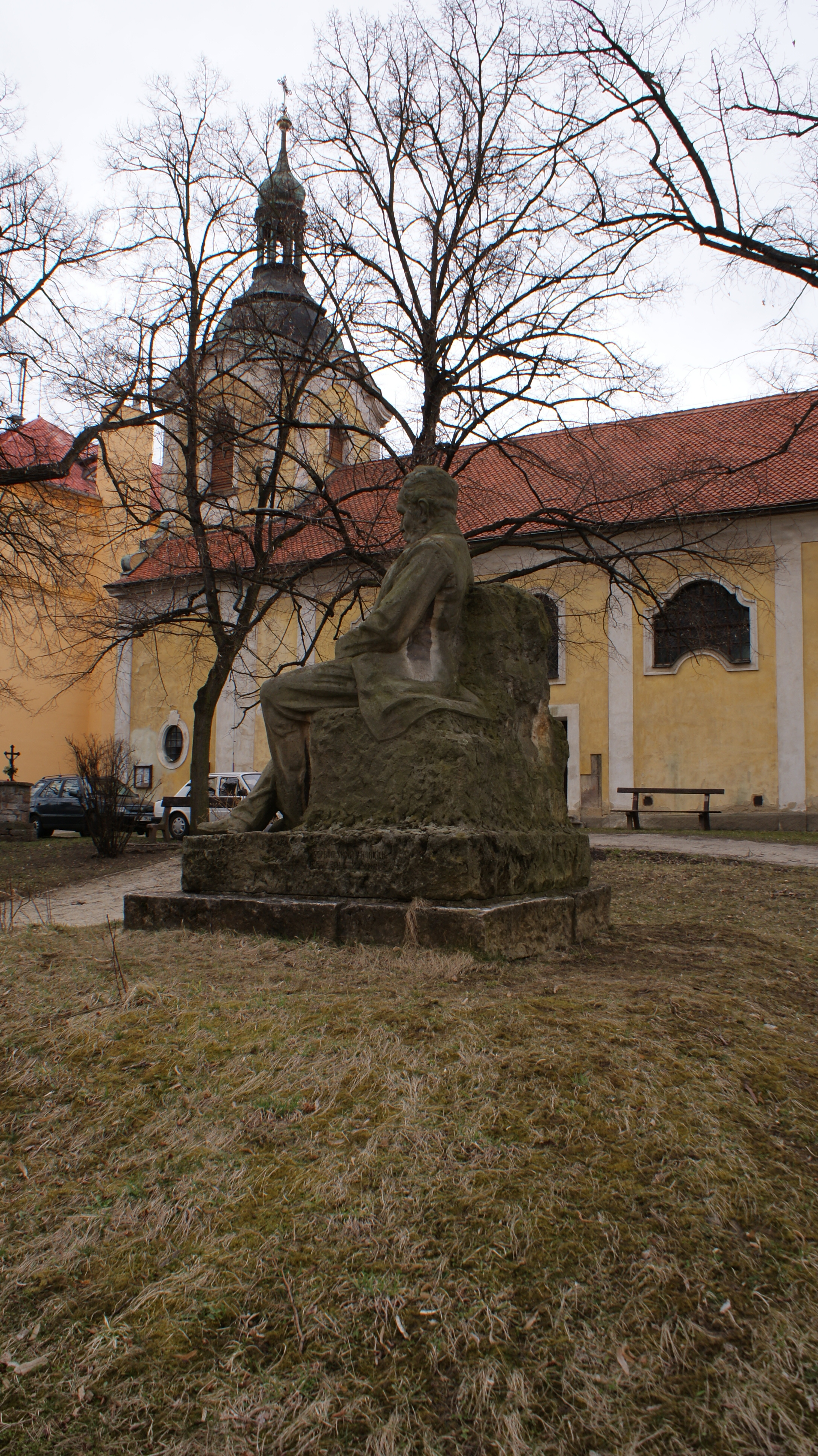
Pomník šikmo zezadu
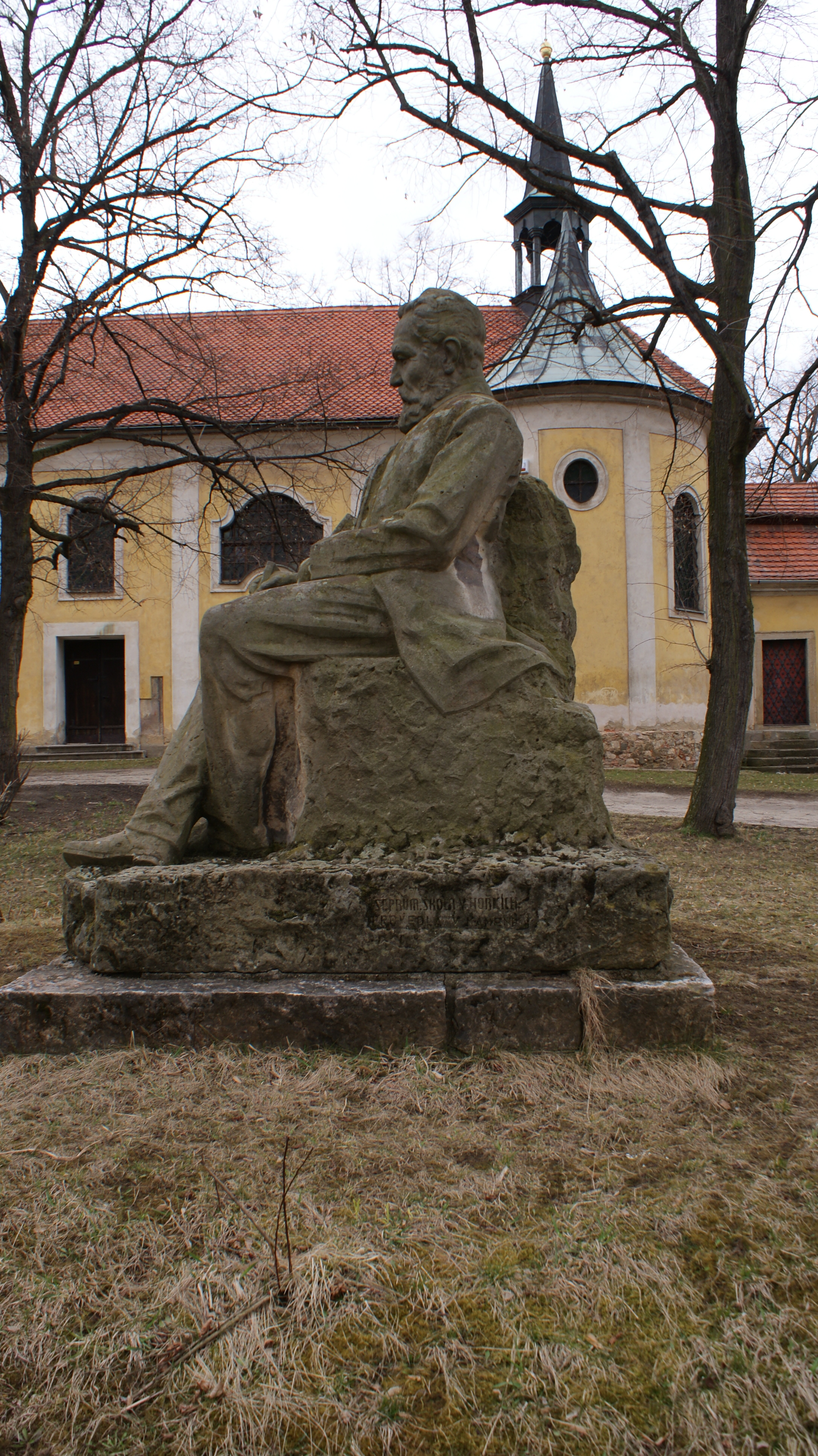
Pomník z levého boku
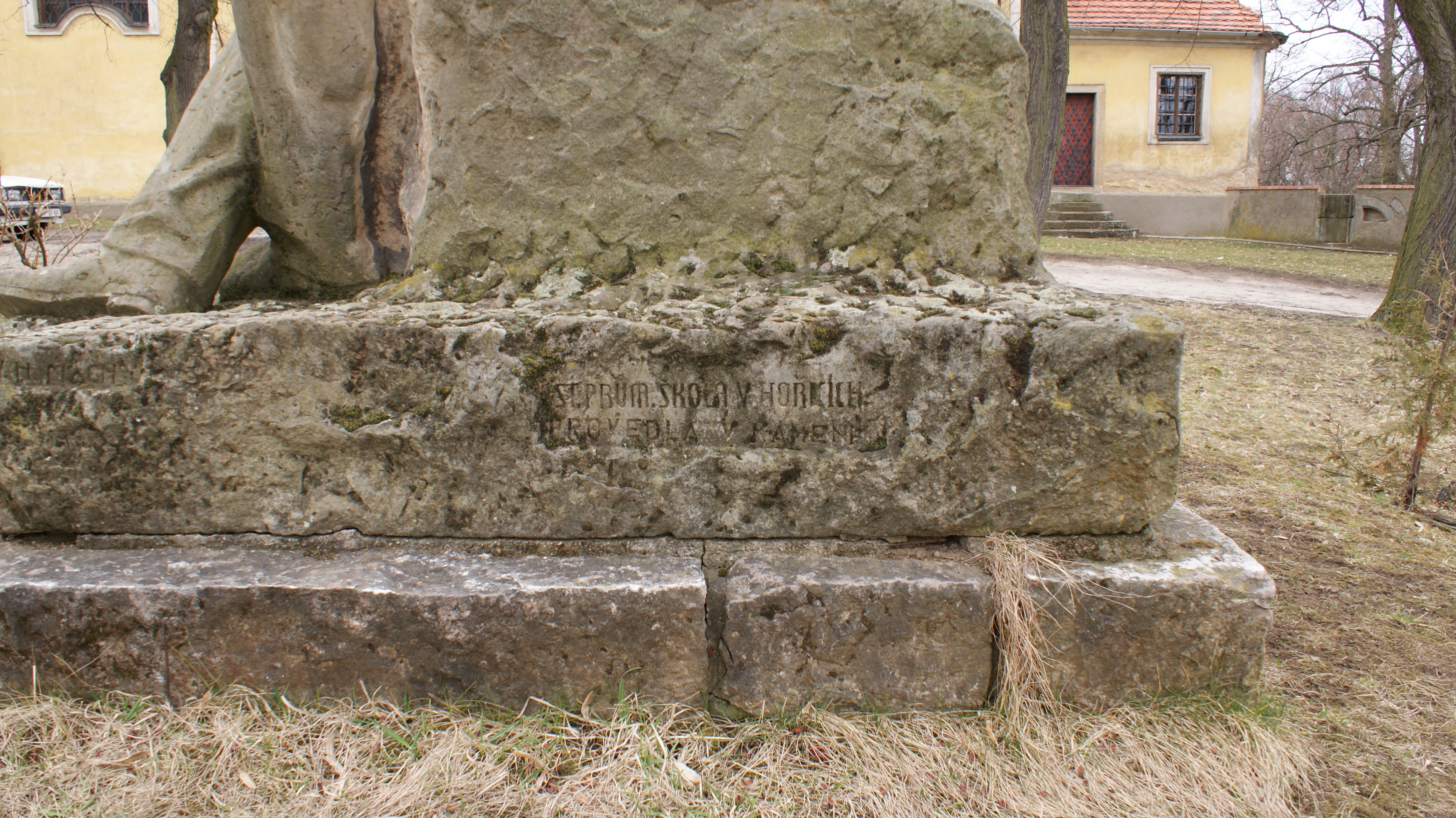
Detail nápisu
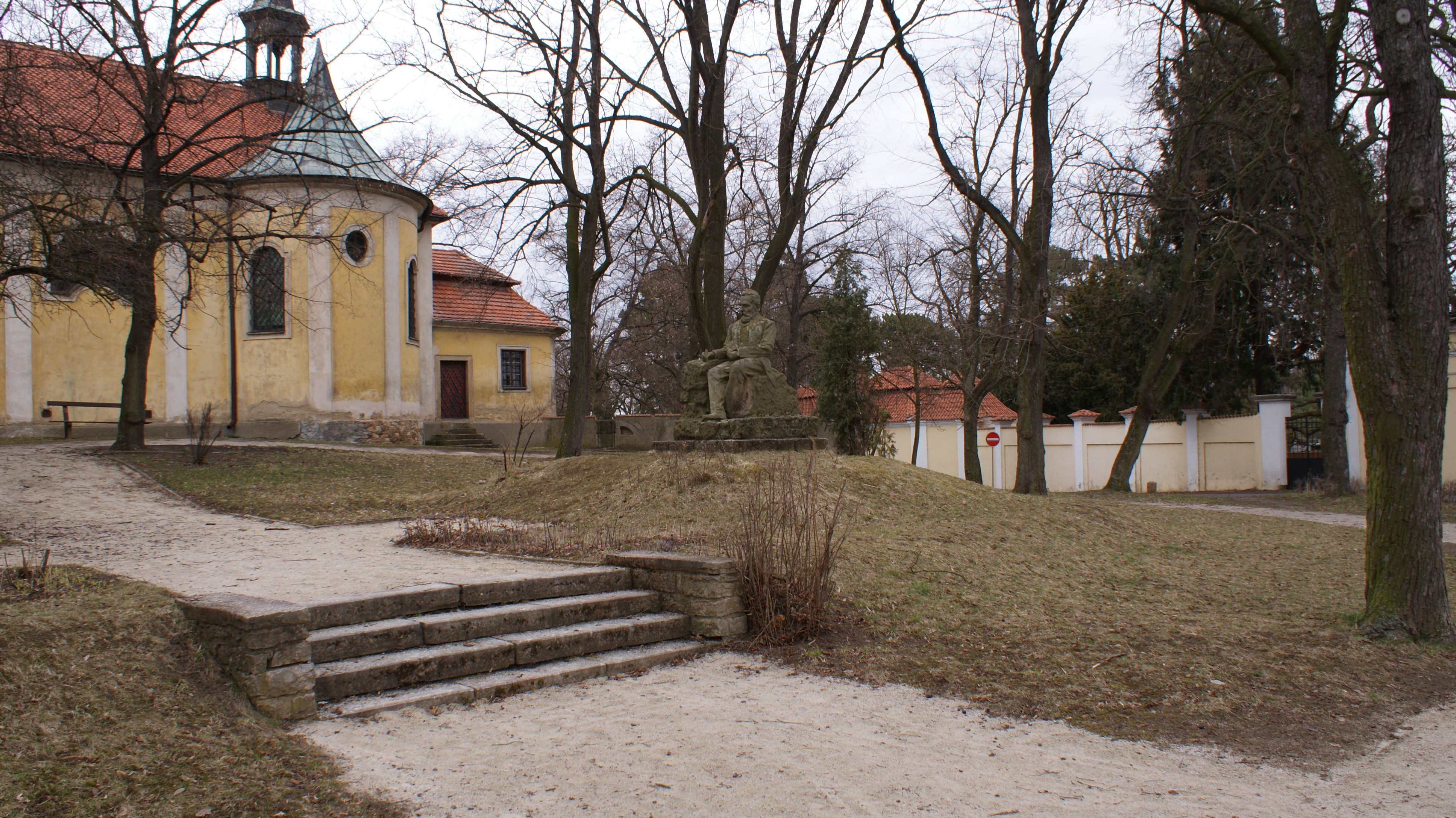
Pohled na pomník ze silnice přes schodiště
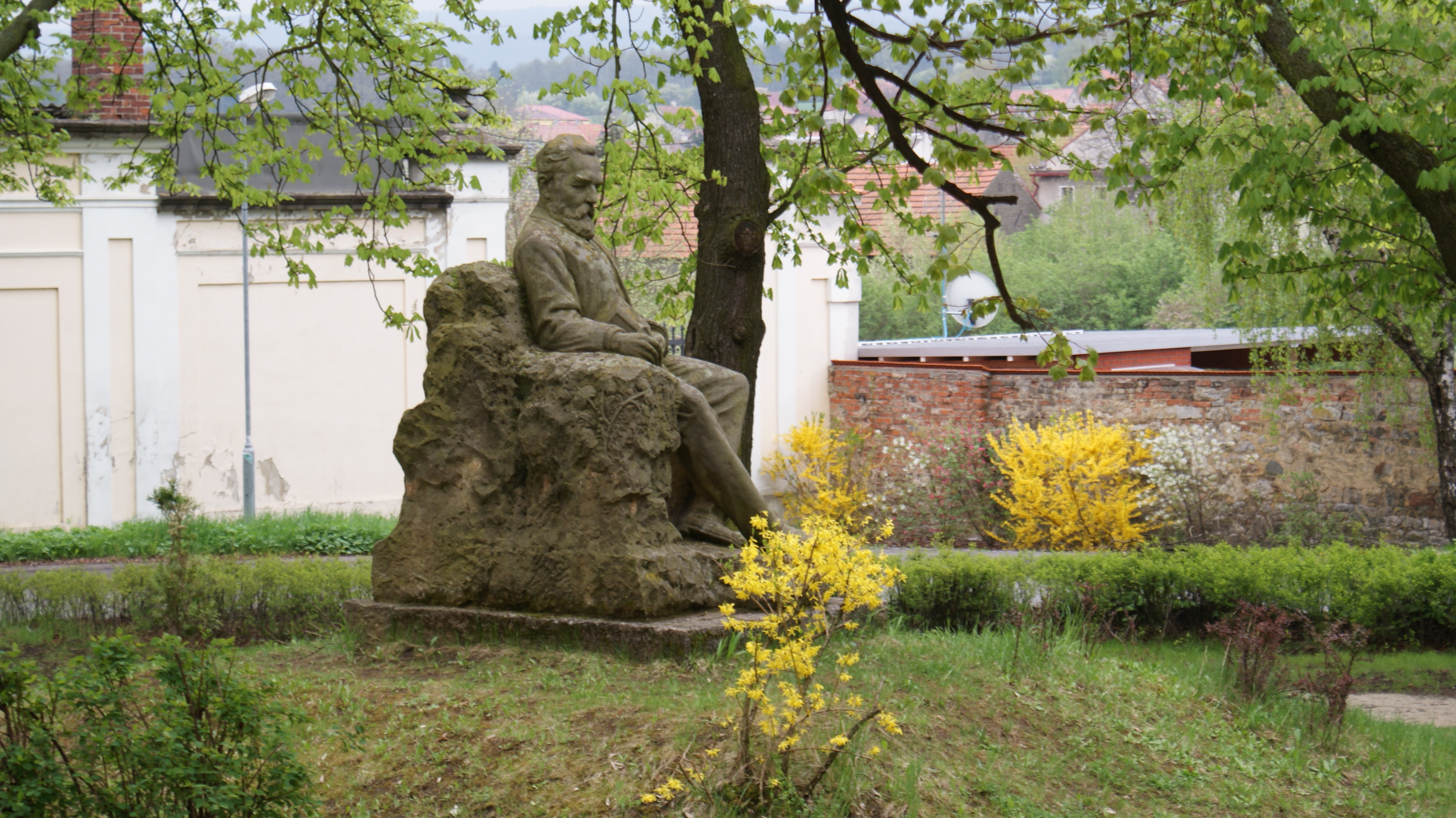
Pomník Svatopluk Čech Liteň od kostela
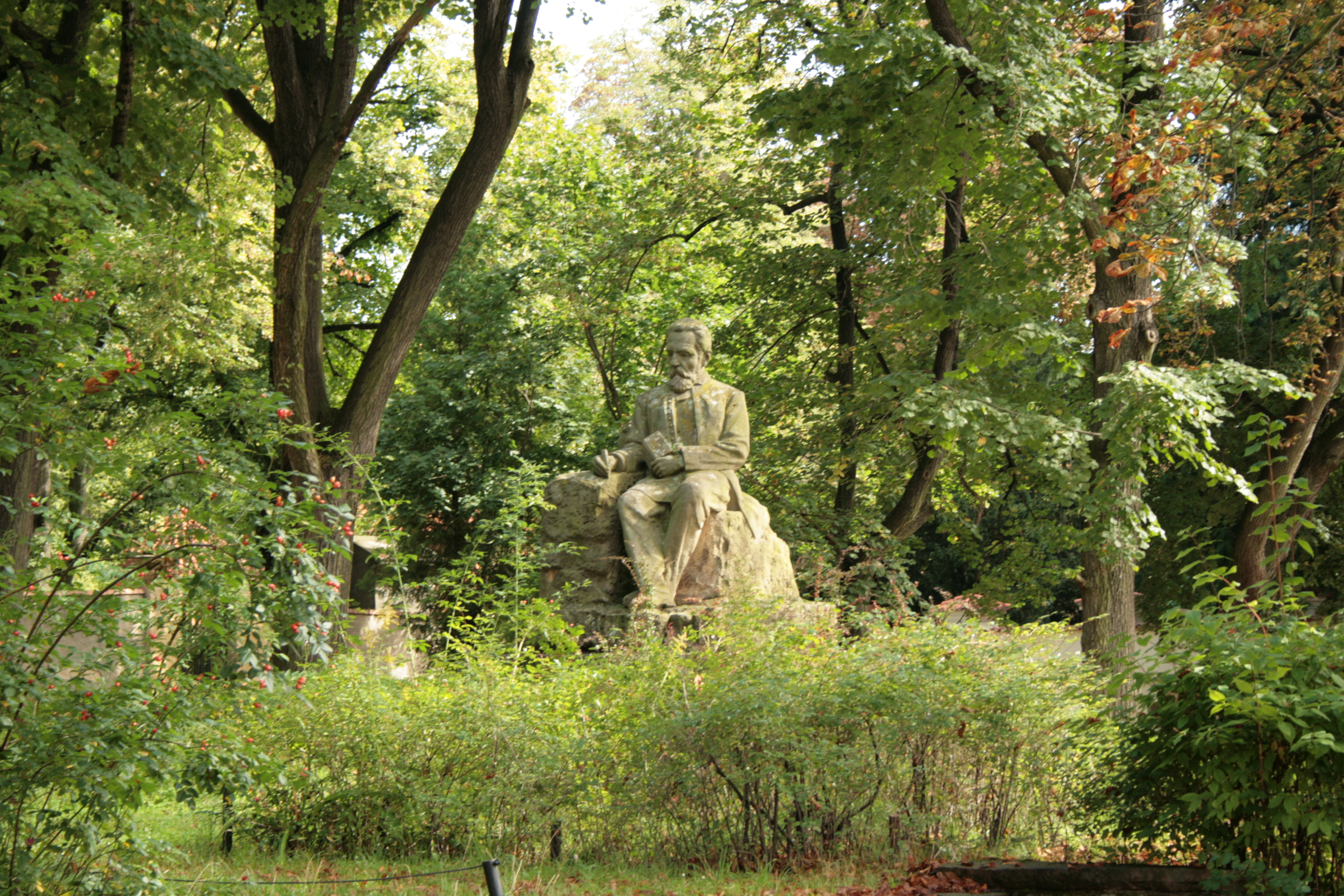
Socha Svatopluka Čecha v Litni před úpravou parku

### Sady Svatopluka Čecha v Litni

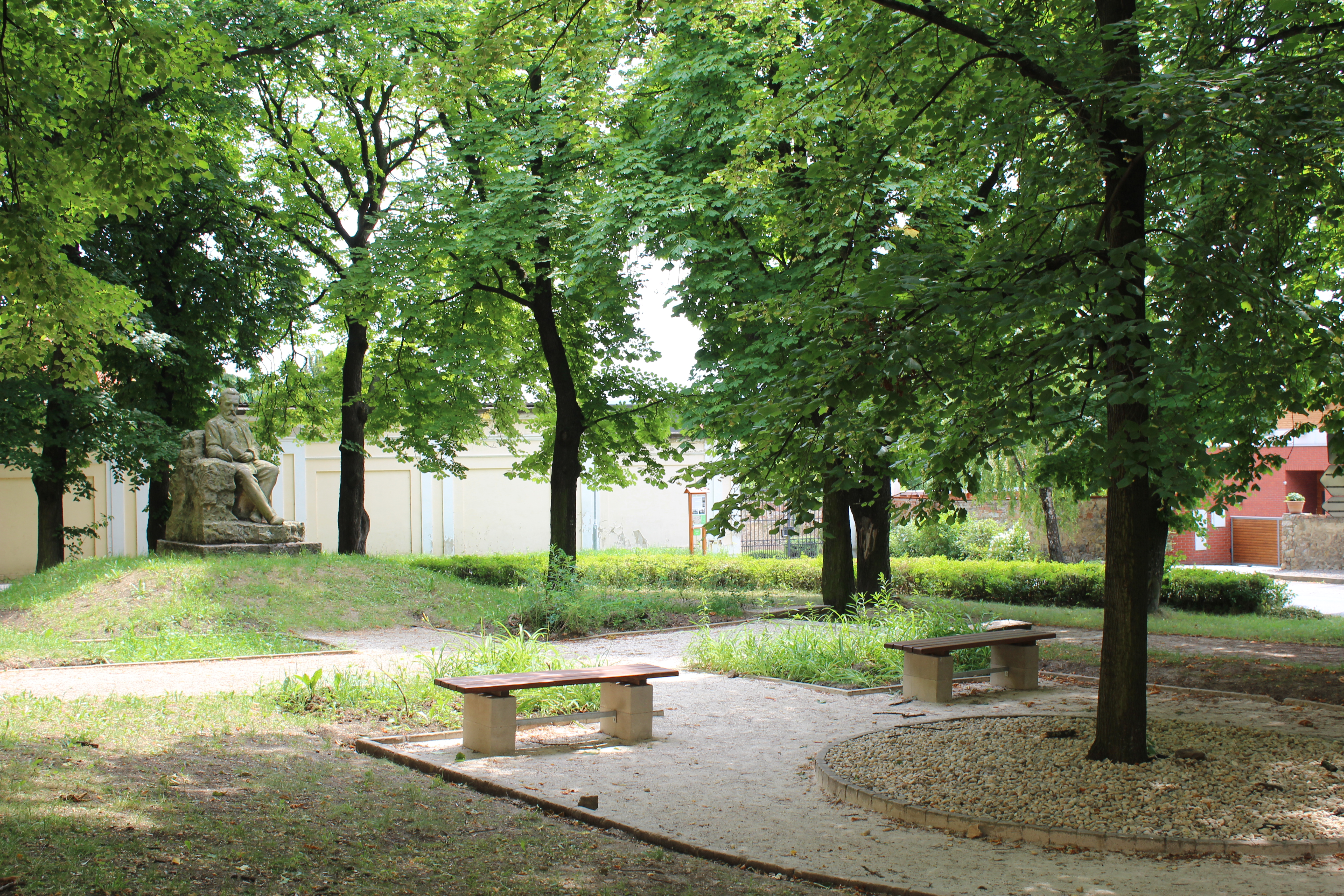
Socha Svatopluka Čecha a park po úpravě v roce 2013
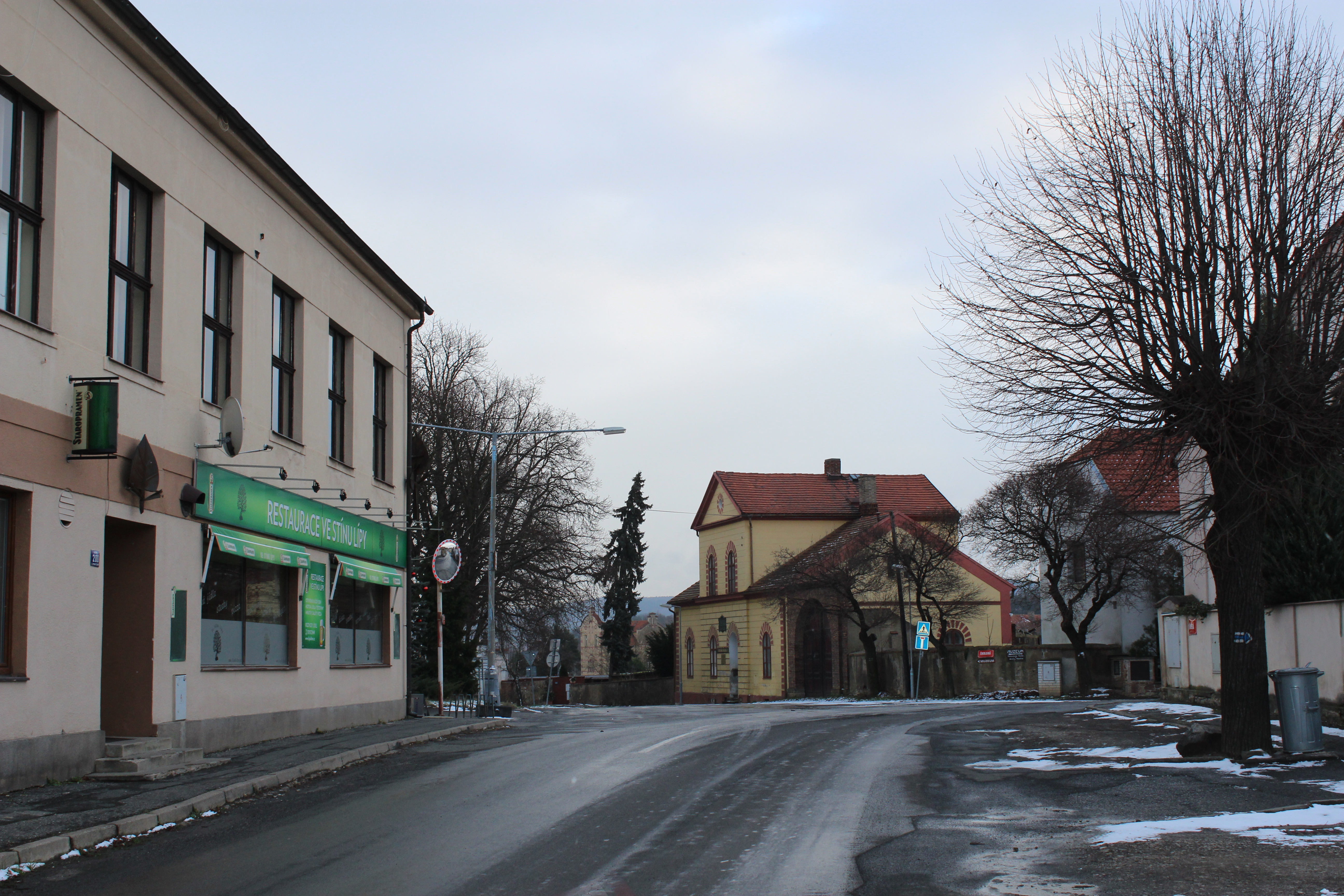
Sady Svatopluka Čecha z Měňanské ulice
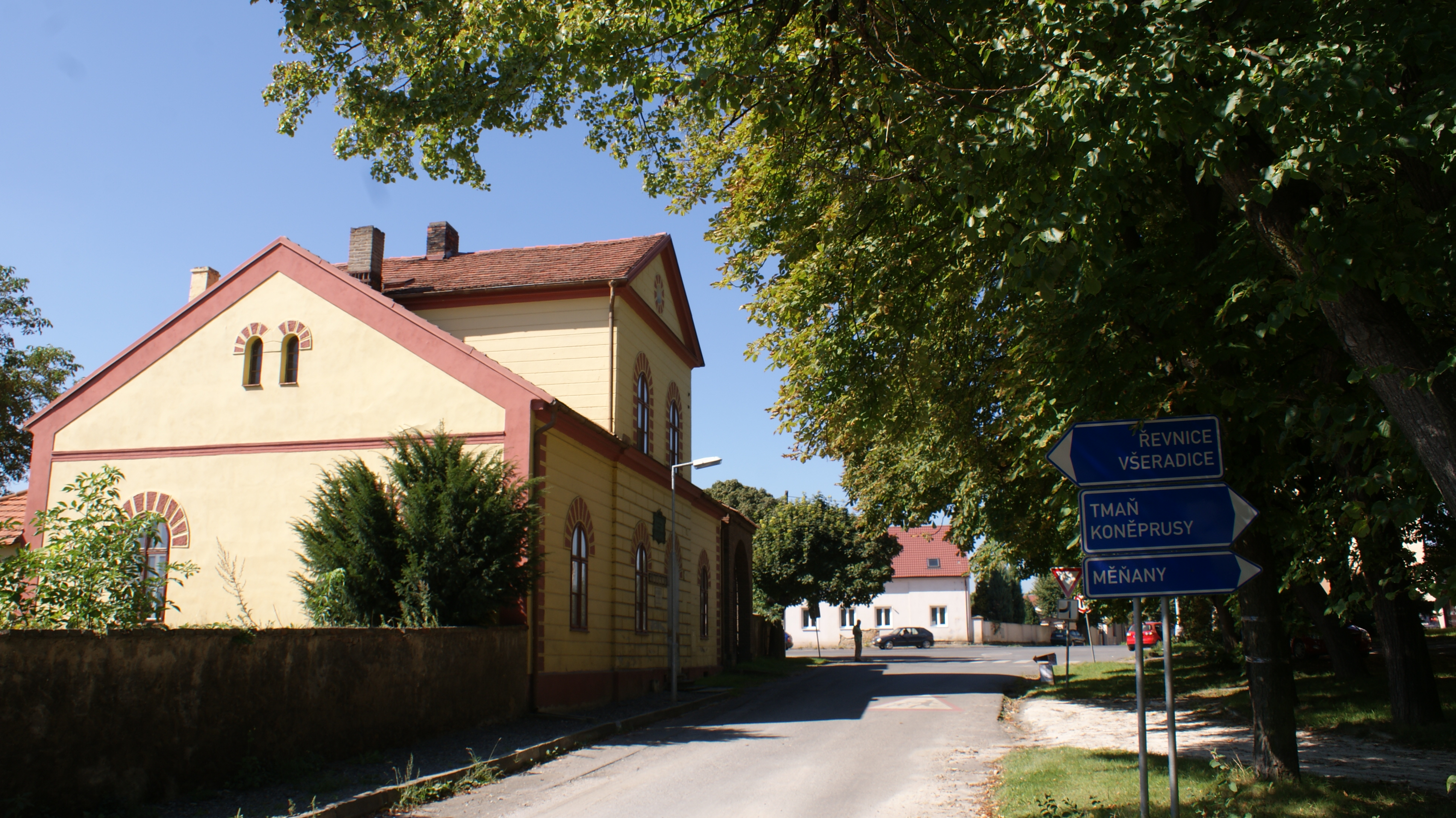
Sady Svatopluka Čecha od zámku
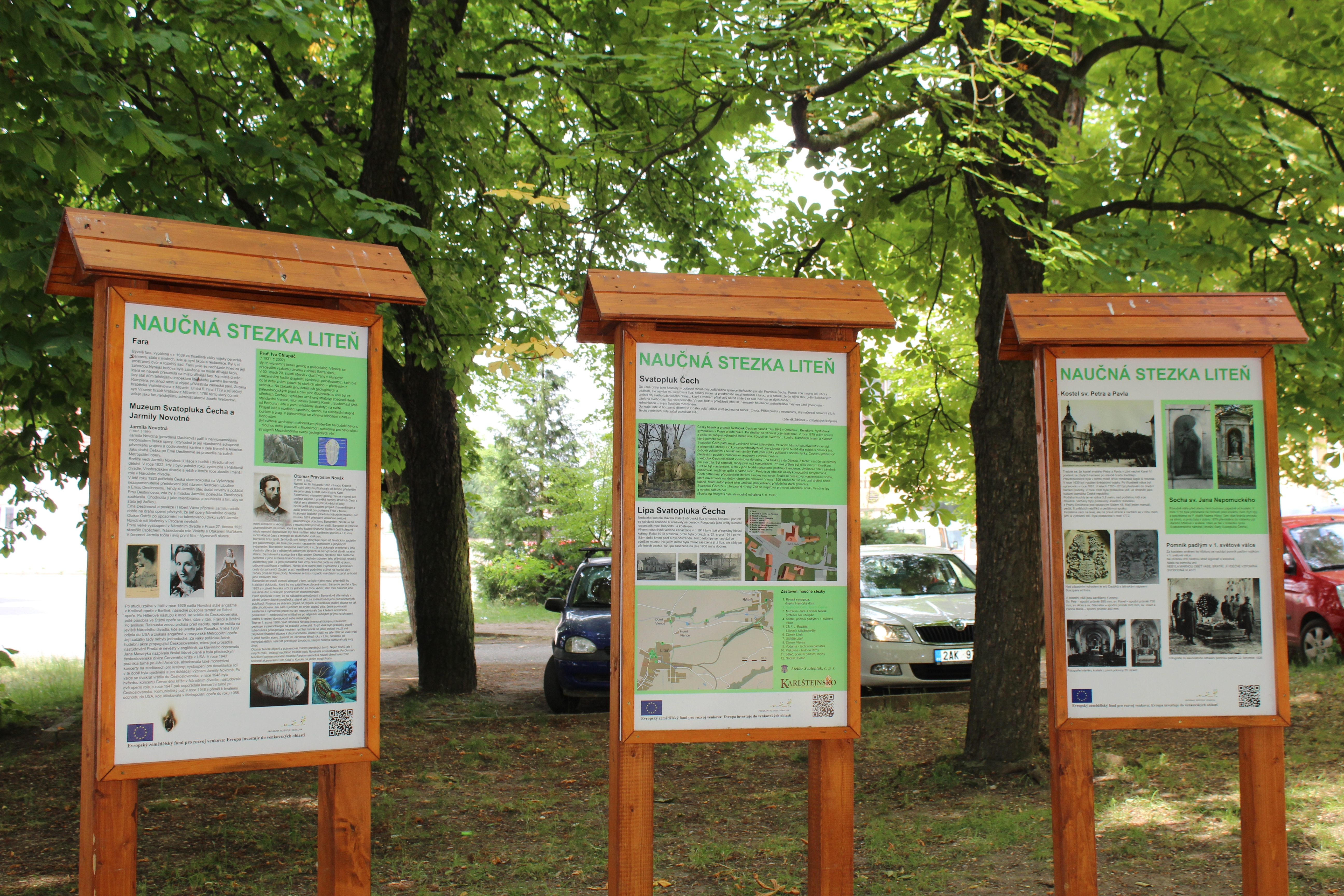
Informační panely Naučné stezky Liteň v Sadech Svatopluka Čecha
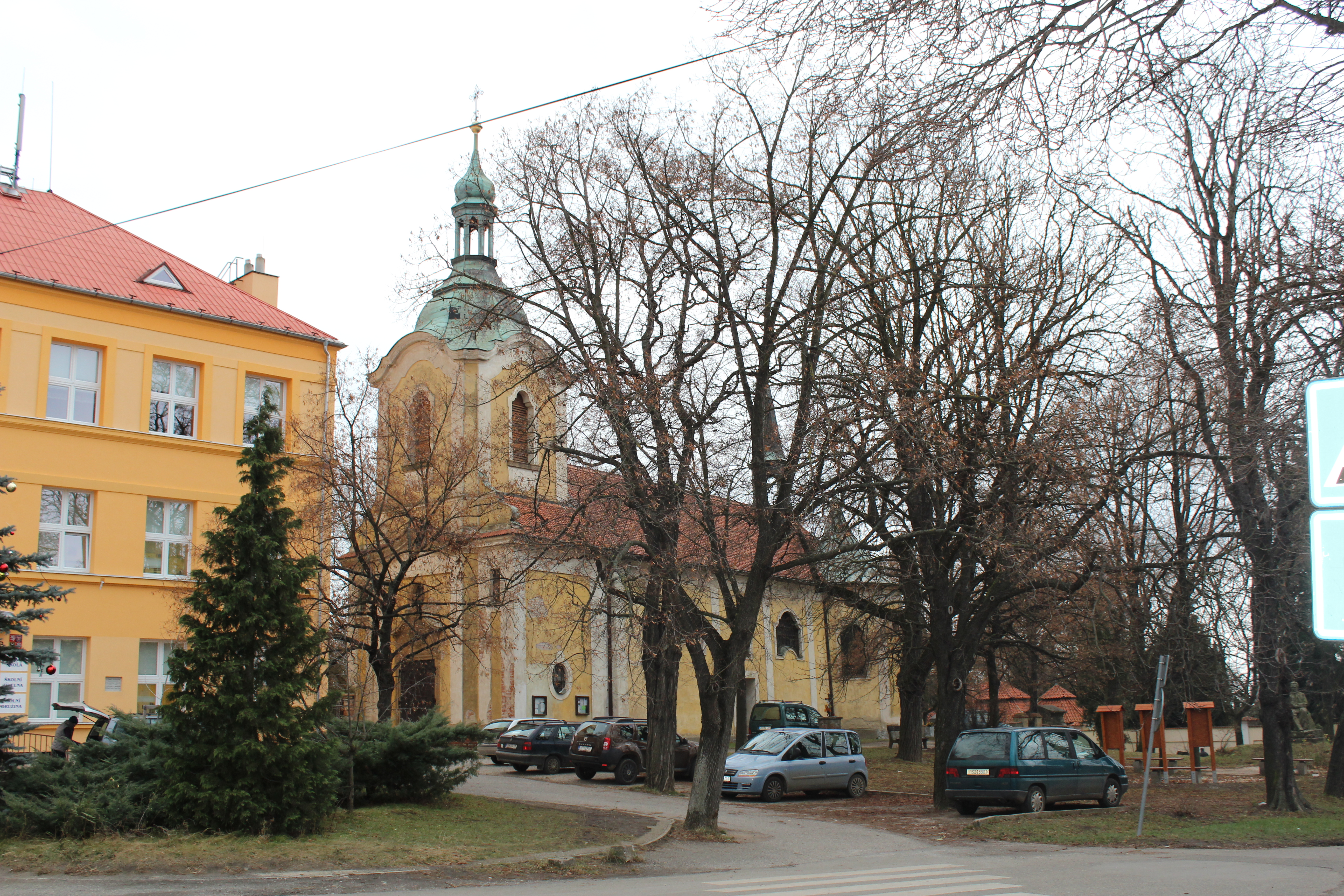
Kostel sv. Petra a Pavla v Sadech Svatopluka Čecha
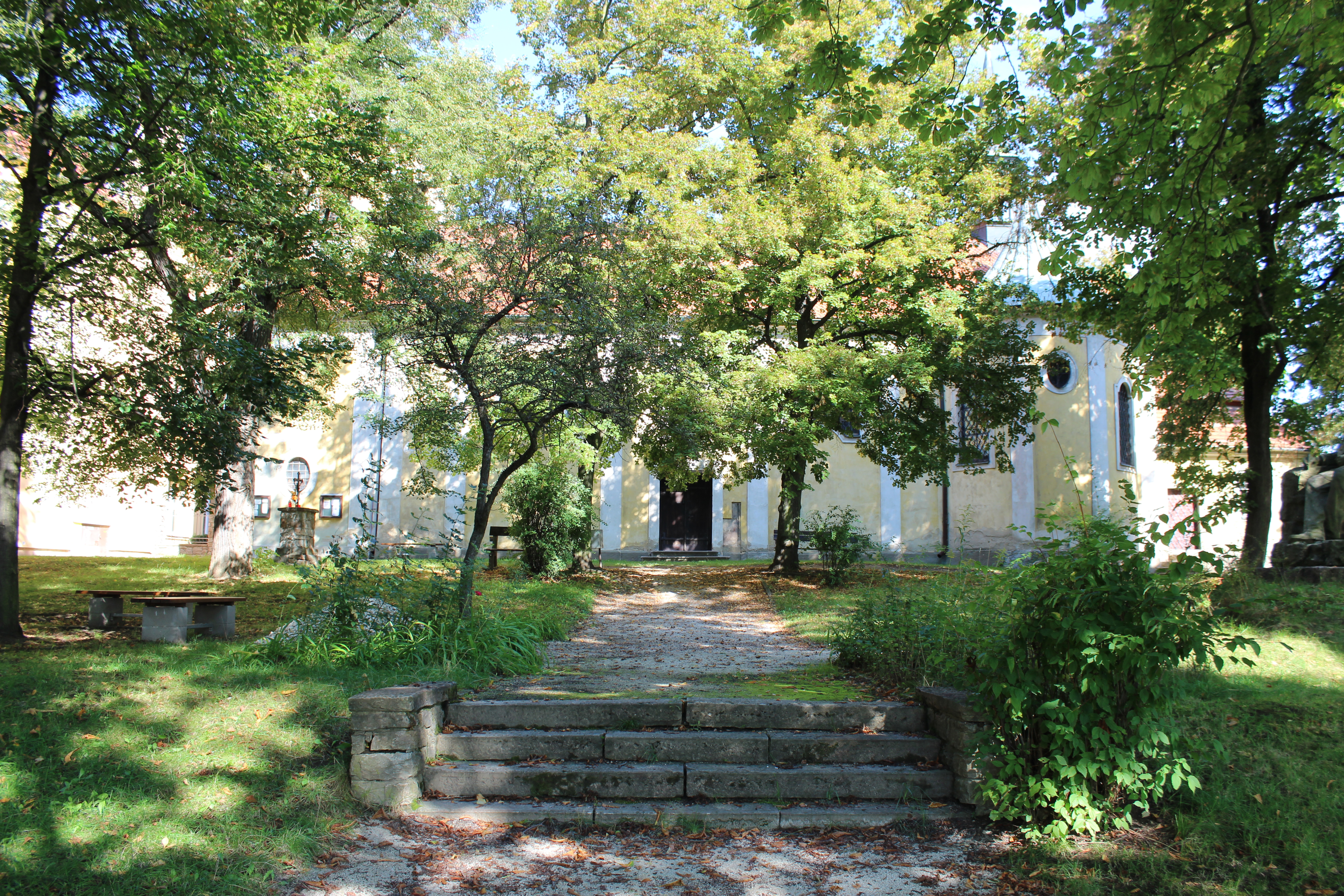
Schodiště k pomníku v Sadech Svatopluka Čecha. Boční vchod kostela

### Svatopluk Čech

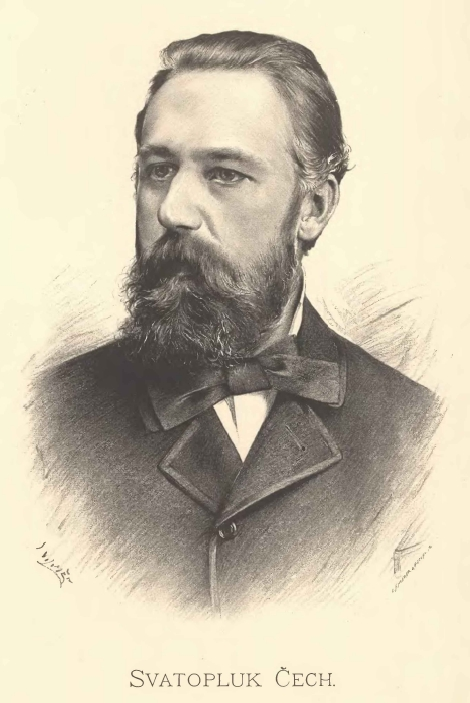
Svatopluk Čech
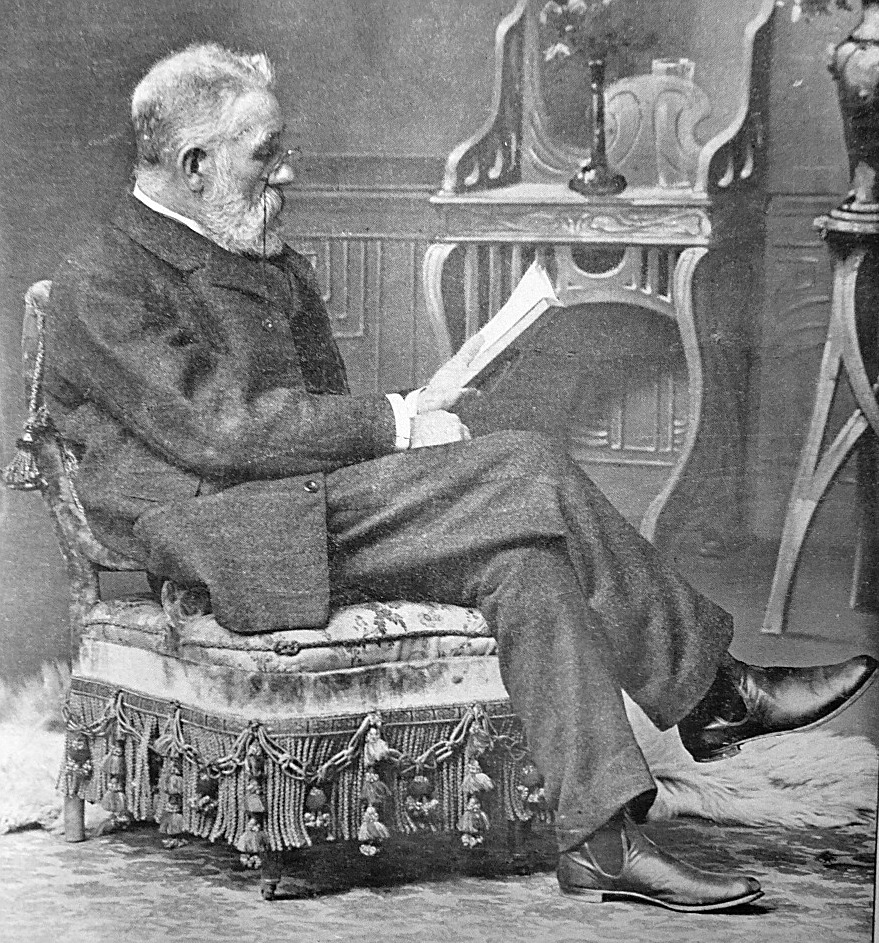
Svatopluk Čech v roce 1908
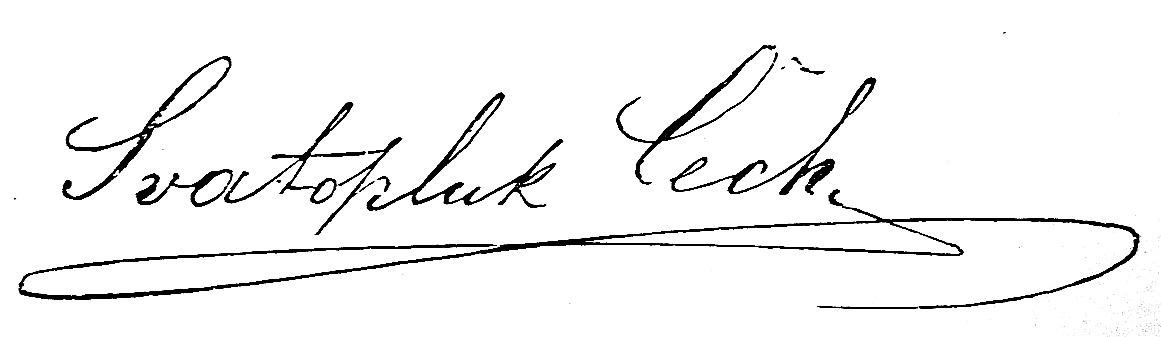
Podpis Svatopluka Čecha
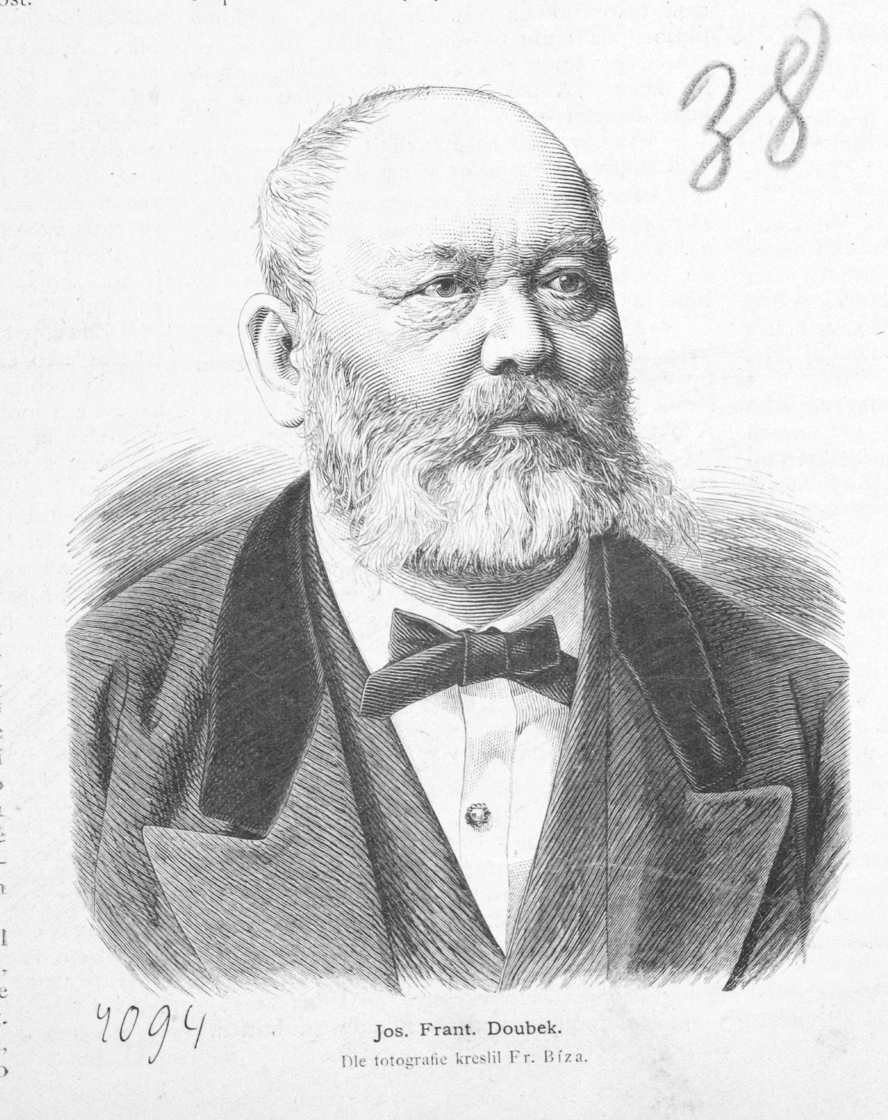
Josef František Daubek (Čechův otec byl správcem jeho panství)
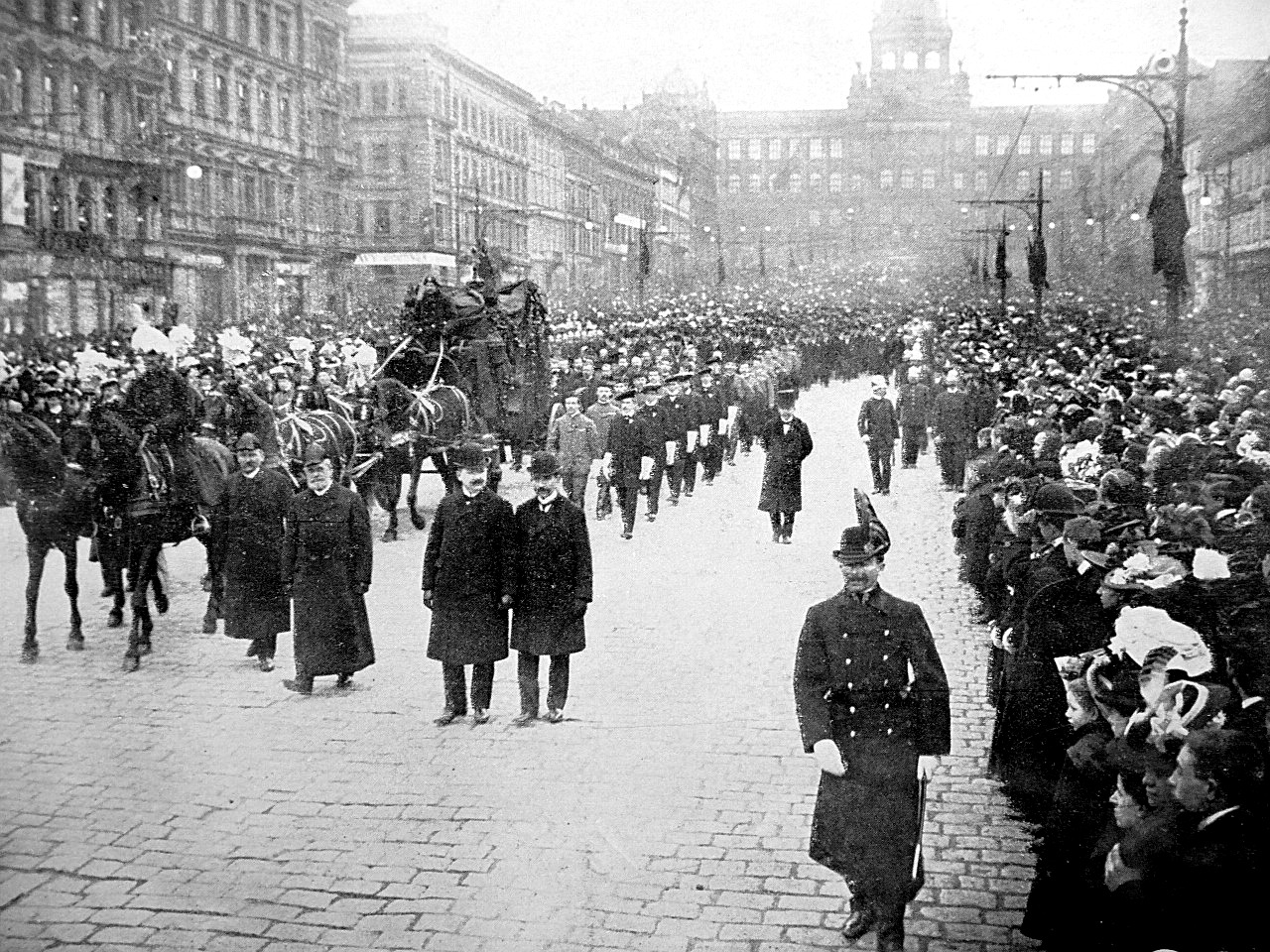
Pohřební průvod Svatopluka Čecha na Václavském náměstí
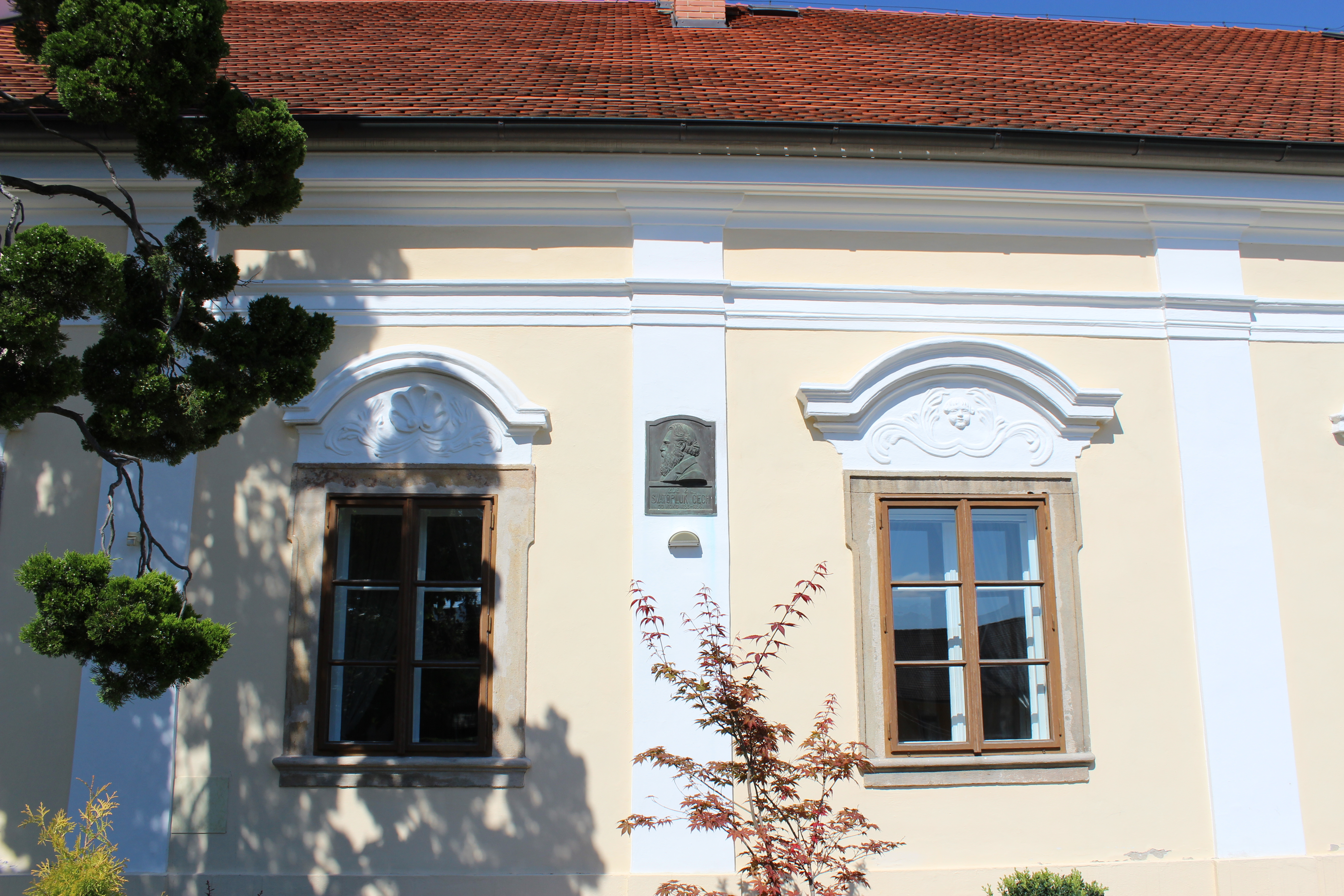
Pamětní deska Svatopluka Čecha na "Čechovně"